# Ge Fei (escritor)
Ge Fei (en chino, 格非; pinyin, Gé Fēi; Wade-Giles, Ke Fei, Distrito de Dantu, Jiangsu, 1964), alias de Liu Yong (刘勇), es un famoso escritor chino. 
Se graduó en la Universidad Normal del Este de China en 1985 y es profesor de la Universidad Tsinghua.
En 2015 ganó el premio de novela Mao Dun, uno de los más prestigiosos de la literatura china, porque responde a la votación de los escritores.
En 2020 fue finalista del premio National Book Award por la traducción Peach Blosssom Paradise de 人面桃花 [Renmian Taohua] (o Memoria del paraíso, como fue traducida en castellano).

## Obra
- 追忆乌攸先生 [Zhuiyi Wu You Xiansheng] (1986).
- 陷阱 [Xian Jing] (1987).
- 迷舟 [Mizhou] (1987).
- 大年 [Danian] (1988).
- 青黄 [Qinghuang] (1988).
- 褐色鸟群  [Hese Niao Qun] (1989), traducida al inglés como Flock of Brown Birds, trad. Poppy Toland (Penguin, 2016)[2]
- 敌人 [Diren] (1993).
- 锦瑟 [Jinse] (1993).
- 相遇 [Xiangyu] (1993).
- 欲望的旗帜 [Yuwang de qizhi] (1996).
- 人面桃花 [Renmian Taohua] (2004), traducida al español como Memoria del paraíso, trad. Miguel Ángel Petrecca (Ed. Adriana Hidalgo, 2023) y al inglés como Peach Blossom Paradise, trad. Canaan Morse (New York Review Books, 2020).[3]
- 山河入梦 [Shan He Rumeng] (2007). My Dream of the Mountain and River.[4]
- 春尽江南 [Chun Jin Jiangnan] (2011). Spring Ends in Jiangnan.[4]
- 隐身衣 [Yinshen Yi] (2012), su primera obra traducida al español como El invisible, trad. Miguel Ángel Petrecca (Ed. Adriana Hidalgo, 2016).[1]
- 边缘 [Bianyuan] (2013).
- 望春风 [Wang chunfeng] (2016). Waiting for the Spring Breeze.
- 月落荒寺 [Yuè luòhuāng sì] (2019).